# Koszary w Nowej Wilejce
Koszary w Nowej Wilejce – kompleks koszarowy znajdujący się na terenie garnizonu Nowa Wilejka. 
W okresie II Rzeczypospolitej stacjonowały w nim pododdziały 86 pułku piechoty, 19 pułku artylerii lekkiej i 13 pułku ułanów.

## Charakterystyka
Koszary w Nowej Wilejce ulokowane zostały w ogromnym, drewniano-murowanym budynku byłego rosyjskiego szpitala psychiatrycznego. Szpital ten, oddany do użytku w 1903, był w owym czasie największym takim obiektem w Rosji, a przy jego budowie uwzględniono najnowsze osiągnięcia nauki i techniki. W 1915 szpital został zajęty przez oddziały niemieckie.
Po wojnie polsko-bolszewickiej kompleks oddany został do dyspozycji Wojska Polskiego. Pojemność całego kompleksu koszarowego oceniono na 2700 ludzi i 917 koni. Zachodnią połowę głównego budynku zajmował 86 pułk piechoty, część południowo-wschodnią – 19 pułk artylerii polowej. Jego część północno-wschodnią we wrześniu 1922 zajął 13 pułk Ułanów Wileńskich. Magazyny pułkowe mieściły się na północny wschód od koszar. Były to obiekty prowizoryczne, pobudowane latem 1922.

Ten prawdopodobnie największy budynek koszarowy Wojska Polskiego nigdy nie doczekał się kanalizacji, a ścieki odprowadzane były prosto do rzeki odkrytym cuchnącym rynsztokiem.

W kolejnych latach, na zachód od koszar urządzono strzelnicę oraz zainstalowano hydrofory, ciągi komunikacyjne wybrukowano, a w północno-zachodniej części kompleksu powstało osiedle mieszkaniowe. Wzniesiono też krytą ujeżdżalnię, której nadano imię płk. dypl. Adama Korytowskiego. Z początkiem lat 30. XX w. oddano do użytku murowaną stajnię na 70 koni, a 23 czerwca 1938 pobudowano drugą, na 88 koni. W 1939 doprowadzono do stanu surowego kościół garnizonowy pw. św. Stanisława Kostki.
Koszary w Nowej Wilejce w dużej swojej części są zachowane do dziś (2020). Istnieje większa część głównego budynku koszarowego i kilka mniejszych (ul. Parko 21), większość domów mieszkalnych (ul. Pergales 30 i 32 i ul. Parko 1, 3, 7, 15A), a także kościół i drewniany pawilon (ul. Pergales 34). W budynku głównym mieści się Republikański Wileński Szpital Psychiatryczny. Ocalała też stajnia szwadronu ckm 13 puł. (ul. Genia 13), przylegająca do lokalnego bazarku i pełniąca funkcje handlowe. Na południowy zachód od kościoła, tuż za ul. Pergales, widoczne są pozostałości strzelnicy z betonowymi schronami dla tarczowych.